# Palazzo Capuano
Il palazzo Capuano è un palazzo napoletano ubicato in vico San Pellegrino.
Il palazzo fu eretto dai Caracciolo di Brienza nel XV secolo e poi acquistato dai Capuano. Appartenne anche ai Capecelatro: a testimoniarlo è lo stemma marmoreo posizionato sopra il portale.
Di notevole architettura sono il portale e la scala aperta realizzata dall'architetto napoletano Ferdinando Sanfelice.
Oggi il palazzo è di proprietà delle Suore adoratrici del Sangue di Cristo.

## Altre immagini

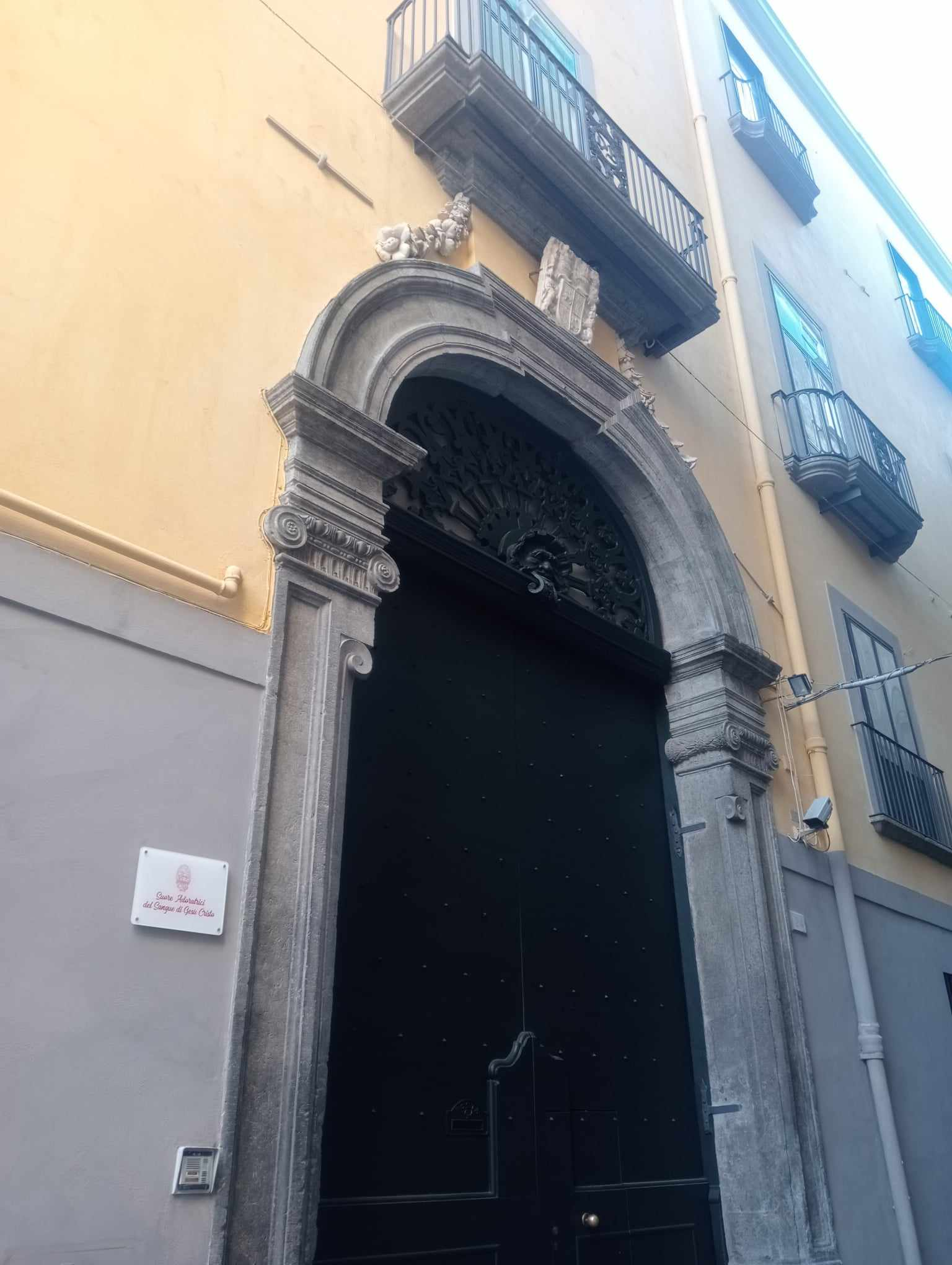
Il portale del palazzo